# Conilera menziesi
Conilera menziesi là một loài chân đều trong họ Cirolanidae. Loài này được George & Longerbeam miêu tả khoa học năm 1998.